# Zona de desastre

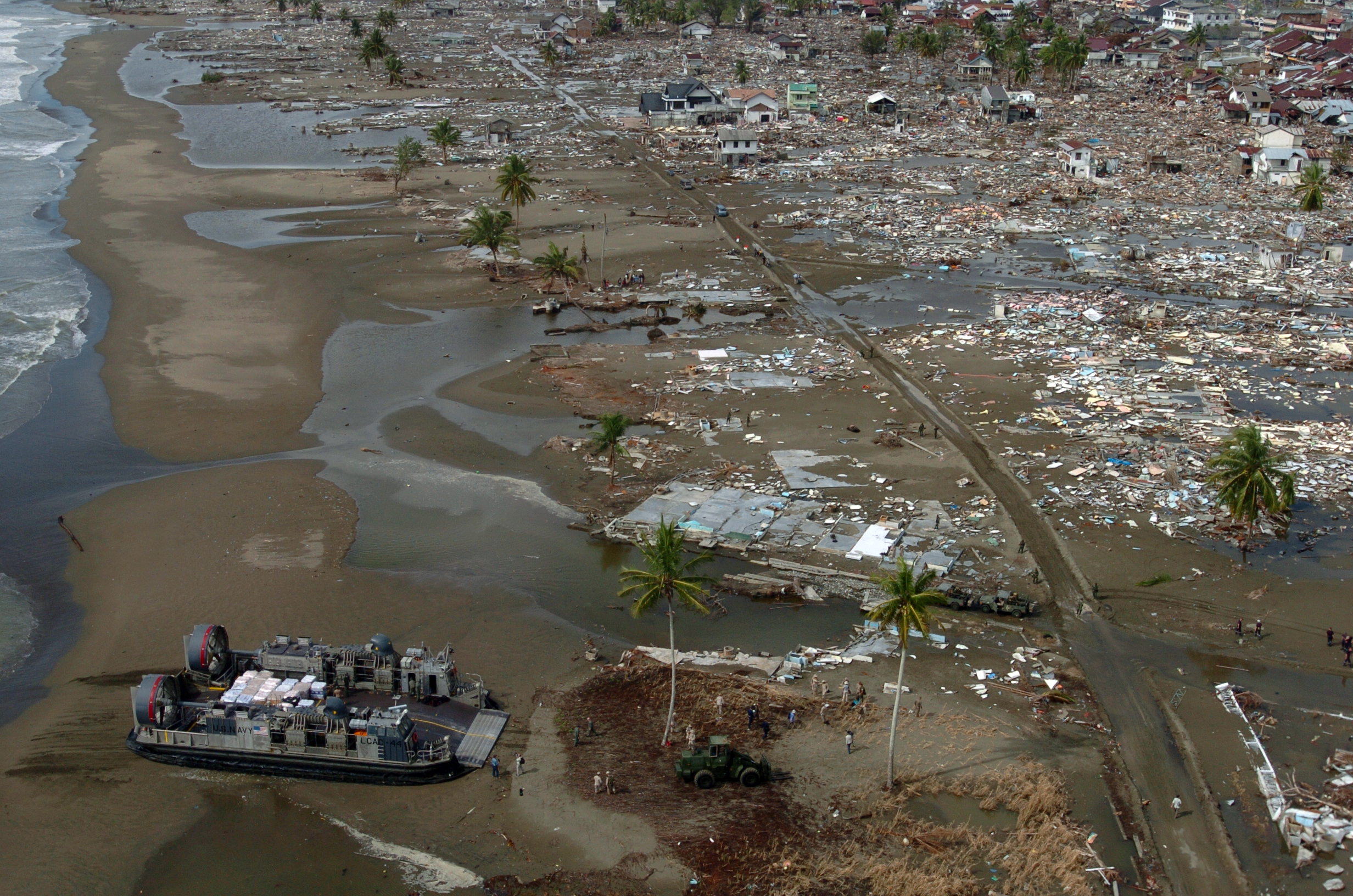
Aerodeslizador entregando ayuda a Meulaboh, en la isla de Sumatra en Indonesia, tras el tsunami de 2004.

Una zona de desastre es una región o un lugar que ha resultado gravemente dañado por peligros naturales, tecnológicos o sociales. Las áreas de desastre afectan a la población que vive en la comunidad mediante un aumento dramático de gastos, pérdida de energía, alimentos y servicios; y finalmente aumento del riesgo de enfermedad para los ciudadanos. Un área que ha sido golpeada por un peligro natural, tecnológico o sociológico que abre el área afectada a la ayuda nacional o internacional.

## Ejemplos de zonas de desastre modernas
Un caso emblemático de desastre tecnológico fue el incidente de Fukushima, desencadenado por un "potente terremoto de magnitud 8,9 que sacudió el noreste de Japón". El sismo desencadenó múltiples explosiones de hidrógeno en una planta de energía; cinco reactores resultaron afectados, lo que llevó a la planta a declarar estado de emergencia. Este incidente se debió a un fallo tecnológico en el sistema que interrumpió el suministro eléctrico regular y de emergencia, resultando en la pérdida de capacidad de enfriamiento de los cinco reactores y su posterior explosión debido a la acumulación de hidrógeno en el techo. Este suceso nuclear significativo tuvo un impacto leve en la salud pública, ya que la zona experimentó contaminación nuclear. Esta contaminación hizo que todos los cultivos, incluyendo la leche, el agua y las verduras, no fueran seguros para el consumo, aunque se espera que cualquier aumento en las tasas de cáncer sea demasiado pequeño para ser detectado. Como resultado, se prohibió la venta de todos los alimentos cultivados en esa área. Los residentes locales fueron trasladados a refugios seguros. Y 3 personas resultaron afectadas únicamente por la radiación. El “gobierno japonés [manejó] la situación de la manera más eficiente y sorprendente que cualquiera pueda imaginar”.
El huracán Sandy, que ocurrió el 27 de octubre de 2012, es un ejemplo de una zona de desastre causada por un peligro natural. Esta tormenta fue la más devastadora en décadas y afectó gravemente a Estados Unidos. Se estima que alrededor de 50 personas perdieron la vida y muchas más resultaron afectadas debido a la caída de árboles. El estado más golpeado por este desastre fue Nueva York, dejando a millones de personas sin electricidad y a algunos sin hogar.
Una zona de desastre causada por un peligro sociológico sería el ataque terrorista del 11 de septiembre de 2001 en la ciudad de Nueva York. Dos aviones chocaron contra las Torres Gemelas, provocando que se derrumbaran y matando a muchas personas en el proceso. El ataque inesperado hirió a muchas personas y tuvo un impacto perjudicial en la ciudad de Nueva York.
Melbourne, Australia, fue declarada zona de desastre por el Primer Ministro de Victoria el 2 de agosto de 2020, después de que la región experimentara un aumento drástico en los casos de COVID-19 que no pudieron rastrearse hasta la fuente de la infección.[cita requerida]
El 5 de agosto de 2020, el consejo militar del Líbano declaró a Beirut zona de desastre después de una poderosa explosión en el puerto marítimo.[cita requerida]